# Irma Boom
Irma Boom (* 15. Dezember 1960 in Lochem) ist eine niederländische Buchgestalterin, Typografin und Gestalterin. Sie arbeitet in Amsterdam und hat sich auf die Gestaltung von Büchern spezialisiert. Dank der Anwendung von ungewöhnlichen Materialien, Farben, Formaten verwandelt sie Bücher in ein visuelles und taktiles Erlebnis.

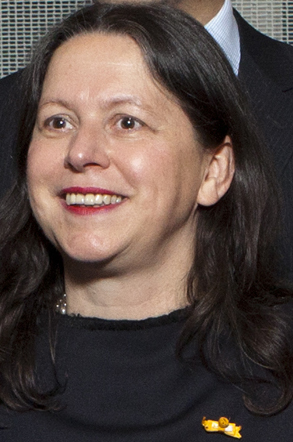
Irma Boom (2013)

## Leben
Irma Boom studierte graphisches Design an der AKI (Akademie für Kunst und Industrie) in Enschede. 1991 machte sie sich selbständig. 1993 gestaltete sie Briefmarken für die niederländische Post PTT. Zu ihren Klienten gehören das Rijksmuseum Amsterdam, Paul Fentener van Vlissingen (1941–2006), Inside Outside Museum, Museum Boijmans Van Beuningen, Zumtobel, Ferrari, Vitra, NAi Publishers and OMA/Rem Koolhaas, Koninklijke Tichelaar und Camper.
Ab 1992 unterrichtete sie an der Yale University in den USA.
Für ihre Buchgestaltung und Buchausstattung wurde sie mit mehreren Preisen ausgezeichnet: 2001 wurde Irma Boom mit dem Gutenberg-Preis der Stadt Leipzig geehrt. 2009 erhielt ihre Plakatgestaltung Every Thing Design für das Museum für Gestaltung Zürich die Auszeichnung Schweizer Plakate des Jahres. Für ihre Buchgestaltung Weaving as Metaphor von Sheila Hicks erhielt sie beim Wettbewerb Schönste Bücher aus aller Welt auf der Leipziger Buchmesse die Goldene Letter. Irma Booms Bücher wurden in verschiedenen Ausstellungen und Museen gezeigt und sind fester Bestandteil der Sammlung des Museum of Modern Art in New York.
Fünf Jahre arbeitete Irma Boom im Auftrag der SHV Holdings in Utrecht am SHV Think Book 1996–1896, das unpaginierte 2136 Seiten umfasst. Das Think Book wurde auf Englisch und Chinesisch herausgegeben.